# 曼島海岸警衛隊
曼島海岸警衛隊是曼島政府的海岸警衛隊，負責海岸警戒及沿海巡邏、污染控制、以及提供岸基搜索和救援服務。

## 歷史
從歷史上看，曼島的海岸警衛隊服務是由英國皇家海岸警衛隊向曼島提供的。英國皇家海岸警衛隊在曼島北部的拉姆齊設有一個主要的海岸警衛隊協調站。1988年，英國皇家海岸警衛隊關閉了拉姆齊站。曼島政府的回應是建立自己的海岸警衛隊，曼島海岸警衛隊於1989年開始運作。曼島政府隨後與英國皇家海岸警衛隊簽訂了提供海空救援服務的合同，但仍堅持其領海的自決權。

## 結構
海岸警衛隊是曼島政府港口的四個部門之一，其他部門是港口運營（在曼島的八個主要港口）、領海管理和行政部門。曼島海岸警衛隊設有五個海岸警衛站，道格拉斯、卡斯爾敦、艾林港、皮爾和拉姆齊各設一個。雖然僱用了一些全職工作人員，但大多數海岸警衛隊人員都是志願者。他們必須身體健康，住在海岸警衛站附近，年齡在18至50歲之間。2013年，由於人數不足以維持這項服務，海岸警衛隊開始在曼島南部開展招募活動。